# Скубневский, Валерий Анатольевич
Вале́рий Анато́льевич Скубне́вский (род. 16 августа 1945, Кемерово, СССР) — советский и российский историк, специалист по истории Сибири второй половины XIX — начала XX в., в том числе экономической истории региона, истории рабочего класса и буржуазии, истории городов, истории польской диаспоры. Доктор исторических наук, профессор. Профессор кафедры отечественной истории Алтайского государственного университета.

## Биография
В 1966 г. окончил историко-филологический факультет Барнаульского государственного педагогического института. В 1967—1969 гг. обучался в аспирантуре Томского государственного университета. В 1969—1975 — научный сотрудник Проблемной научно-исследовательской лаборатории истории, археологии и этнографии Сибири ТГУ.
В 1971 г. под руководством А. П. Бородавкина защитил кандидатскую диссертацию по теме «Социально-экономическое развитие г. Барнаула в период капитализма. 1981—1914 гг.»
В 1975 г. переходит на работу в АлтГУ: 1975—1979 — старший преподаватель, 1979 г. — доцент. В 1989—2009 — заведующий кафедрой отечественной истории.
1992 г. — доктор исторических наук (тема диссертации — «Рабочие обрабатывающей промышленности Сибири. 90-е гг. XIX в. — февраль 1917 г.»)
Автор 267 научных публикаций, в том числе 15 монографий. Под руководством В.А Скубневского подготовлено 3 доктора и 13 кандидатов наук.

## Награды, премии, почётные звания
- Лауреат Демидовской премии в номинации «История» Алтайской краевой общественной организации «Демидовский фонд» (2001).
- Почетный работник высшего профессионального образования РФ (2003);
- Почетный профессор АлтГУ (2005);
- Медаль «За заслуги в труде» (2010).

## Основные работы
- Стачечная борьба рабочих Сибири в период империализма: хроника, статистика, историография. Томск: Изд-во ТГУ, 1978. 322 с. (в соавт.)
- Рабочий класс Сибири в дооктябрьский период. Новосибирск: Наука,1982. (в соавт.)
- Очерки истории Алтайского края. Барнаул: Алтайское книжное издательство, 1987. 448 с. (в соавт.)
- Рабочее движение в Сибири: историография, источники, хроника, статистика. Т. 2. 1905—1907 гг. Томск: Изд-во ТГУ, 1990. 282 с. (в соавт.)
- Рабочее движение в Сибири: историография, источники, хроника, статистика. Т. 3. Июнь 1907 — февраль 1917 г. Томск: Изд-во ТГУ, 1991. 344 с. (в соавт.)
- Рабочие обрабатывающей промышленности Сибири (90-е гг. XIX в. — февраль 1917 гг.). Томск: Изд-во ТГУ, 1991. 272 с.
- Купечество Алтая второй половины ХIХ — начала XX в. Барнаул: Изд-во АлтГУ, 2001. 241 с. (в соавт. с Старцевым А. В., Гончаровым Ю. М.)
- Города Западной Сибири во второй половине ХIХ — начале XX в. Население. Экономика. Барнаул: Изд-во АлтГУ, 2003. 360 с. (в соавт. с Ю. М. Гончаровым)
- История Иткульского спиртового завода 1868—2003 годы. Красноярск: Ситалл, 2004. 336 с. (в соавт.)
- Деловая элита старой Сибири: исторические очерки. Новосибирск: Сова, 2005. (в соавт.)
- Алтай в трудах ученых и путешественников XVIII — начала XX вв. Т. 1—3. Барнаул,2005 — 2009 (сост. и отв. ред.)
- Экономическая история России с древнейших времен до 1917 г.: Энциклопедия. В 2-х т. М.:РОССПЭН, 2008—2009. (24 статьи).
- Урбанизационные процессы в Сибири второй половины ХIХ — начала XX в. Избранные статьи. Барнаул: Изд-во АлтГУ, 2010. 296 с.
- Города России во второй половине XIX века: Учебное пособие. Барнаул: Изд-во АлтГУ, 2012. 116 с.
- Энциклопедический словарь по истории купечества и коммерции Сибири. Новосибирск: Академ. изд-во «Гео». Т. 1, 2012; Т. 2, 2013. (В т. 1 — 138 статей, в т. 2 — 126).